# Manufahi
Manufahi là một Tỉnh của Đông Timor. Quận có dân số là 44.235 (điều tra 2004) và diện tích là 1.325 km². Thủ phủ của quận là Same. Các xã trong quận là Alas, Fatuberlio, Same, và Turiscai. Trong thời kỳ thuộc địa của Bồ Đào Nha, quận từng được gọi là Same theo tên thủ phủ.
|  |  |